# Sindrome di Perlman
La sindrome di Perlman è una rara patologia che si presenta alla nascita (circa 30 pazienti al mondo) collegabile unicamente a mutazioni del gene DIS3L2.

## Causa
Il gene DIS3L2 produce un enzima, la esoribonucleasi, essenziale per il controllo della crescita e della moltiplicazione cellulare. L'enzima è in pratica una “forbice molecolare” che taglia e inattiva molecole di RNA, il messaggero genetico sul cui stampo sono prodotte tutte le proteine del nostro corpo.
La mutazione di DIS3L2 trovata nel DNA dei bambini malati causa delle anomalie della moltiplicazione delle cellule e quindi è verosimilmente responsabile dell'eccesso di accrescimento dei pazienti e favorisce la trasformazione maligna (quindi la comparsa del tumore) dei tessuti renali.

## Segni e sintomi
È caratterizzata da polidramnios, macrosomia fetale, tumori bilaterali (amartomi con o senza neurofibromatosi), ipertrofia delle isole di Langerhans e dimorfismi facciali.

## Diagnosi
La diagnosi della sindrome è basata sulle caratteristiche fenotipiche osservate e confermato dall'esame istologico dei reni. La diagnosi prenatale è possibile per le famiglie che hanno una predisposizione genetica, anche se non vi è alcuna prova conclusiva di laboratorio per confermare la diagnosi. Crescita eccessiva fetale, in particolare con una corteccia orbitofrontale (OFC) superiore al 90 percentile per l'età gestazionale, così come un eccesso di liquido amniotico nel sacco amniotico (polidramniosi), possono essere i primi segni della sindrome di Perlman.
Il riconoscimento rapido e l'identificazione della malattia con un follow-up accurato e assistenza clinica è raccomandato in quanto la prognosi è grave ed è associata ad un alto tasso di mortalità neonatale.

## Diagnosi differenziale
Le diagnosi differenziale deve essere posta nei confronti di altri disturbi ipertrofici: in particolare, sono state sottolineate da numerosi studi analogie con le sindromi di Beckwith-Wiedemann e di Simpson-Golabi-Behmel. Le somiglianze con sindrome di Beckwith-Wiedemann includono polidramnios, macrosomia, nefromegalia e ipoglicemia; la principale differenza è data dalla facies caratteristica della sindrome di Perlman, dovuta ai dismorfismi facciali (occhi infossati, depressione nasale, labbro superiore estroflesso, macrocefalia). La sindrome di Perlman si pone in diagnosi differenziale anche con altri disturbi associati a tumore di Wilms, come la sindrome di Sotos e la sindrome di Weaver.